# Lylanie Lauwrens
Lylanie Lauwrens (* 25. Mai 1984 in Ladysmith) ist eine südafrikanische Radrennfahrerin.
2010 wurde Lylanie Laurens zweifache Afrikameisterin, im Straßenrennen und im Einzelzeitfahren.

## Teams
- 2009–2010 MTN Ladies Team